# Anglo-Australian Planet Search
Anglo-Australian Planet Search (с англ. — «Англо-Австралийский поисковик планет») представляет собой долгосрочное астрономическое исследование, начатое в 1998 году и продолжающееся до настоящего времени. Оно проводится при помощи 3,9-метрового англо-австралийского телескопа (ААТ), принадлежащего Англо-австралийской обсерватории в Австралии. Целью данного исследования является составления перечня планет более чем 240 звёзд ближнего окружения, наблюдаемых в южном полушарии.
Для своих наблюдений ААТ использует спектрограф Лондонского университетского колледжа Лондона (англ. University College London) ECHELLE, UCLES — спектрограф Эшелле. Для поиска экзопланет используется метод измерения радиальной скорости.
По результатам первоначальной статистики данных основное внимание исследования переключили на поиск долгопериодических аналогов Юпитера.

## Планеты, открытые AAPS
Данные исследования на февраль 2014 года (открыто 28 планет, включая 3 многопланетные системы).